# Feuerpflügen

Ein Einwohner Vanuatus macht Feuer

Das Feuerpflügen, oder auch Feuerhobeln, ist eine Kulturtechnik, um ein Feuer zu entzünden. 
Das Ende eines kurzen Holzstückes wird auf einem am Boden liegenden, größeren und meist flachen Holzstück in einem bestimmten Winkel aufgesetzt und in gerader Linie zügig vor und zurück bewegt. Durch die Reibung wird zum einen Material in Form von Holzstaub abgetragen und zum anderen Reibungswärme erzeugt, welche wiederum den Holzstaub zum Glimmen bringt. 
Der glühende Holzstaub wird anschließend in Zunder gelegt, um eine Flamme zu entfachen.